# Shane Drake

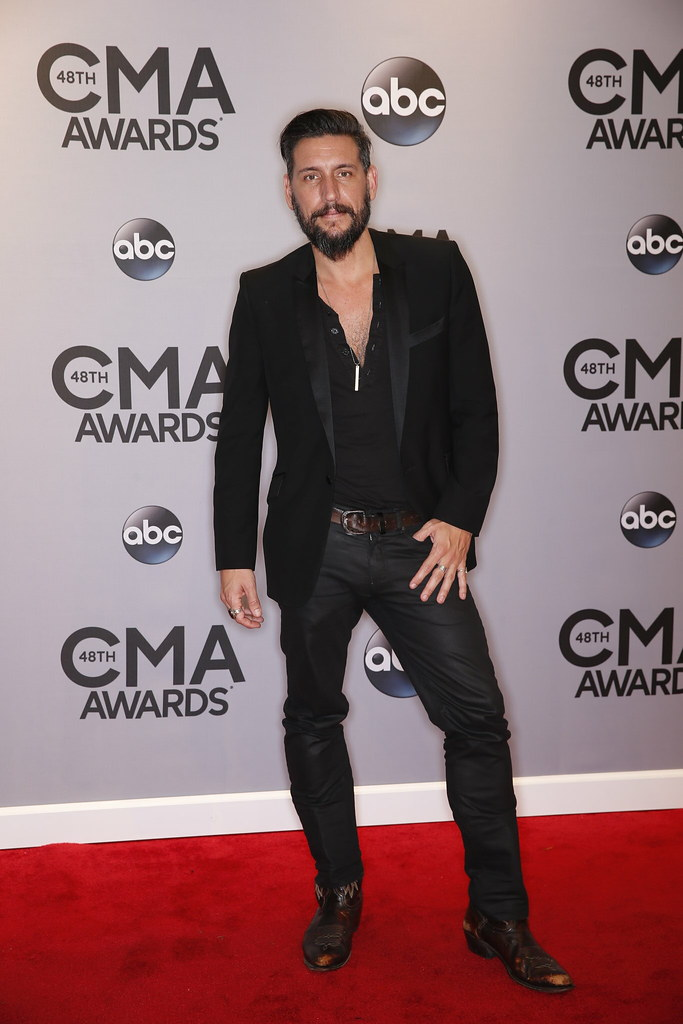
Drake on the red carpet at the 2014 CMA award show.

Shane C. Drake é um diretor de videos musicais estadunidense nascido em Thousand Oaks, California. Ele dirigiu video clipes para bandas como Avril Lavigne, Angels & Airwaves, An Angle, Fall Out Boy, Panic at the Disco, Paramore, Hawthorne Heights, Armor for Sleep, Blindside, The Red Jumpsuit Apparatus, The Almost e Daphne Loves Derby.
No começo da carreira, Drake trabalhou como editor e diretor de fotografia para bandas como Poison the Well, Deftones, Thursday, etc. Mas agora ele é um diretor em tempo integral. Desde 2006, Drake ja coproduziu e dirigiu mais de 50 videos musicais.

## Videografia

### 2004
- Fall Out Boy - "Saturday"
- Hawthorne Heights - "Ohio Is For Lovers"
- mewithoutYou - "January 1979"
- Silverstein - "Smashed Into Pieces"

### 2005
- Paramore - "Pressure"
- My American Heart - "The Process"
- Blindside - "Fell In Love With The Game"
- Trivium - "A Gunshot to the Head of Trepidation"
- Still Remains - "The Worst Is Yet To Come"
- The Audition - "You've Made Us Conscious"
- June - "Patrick"
- Between The Buried And Me- "Alaska"

### 2006
- Showbread - "Oh! Emetophobia!"
- Mewithoutyou - "Nice And Blue (Part 2)"
- Gia Farrell - "Hit Me Up"
- Trick Daddy feat. Chamillionaire - "Bet That"
- Head Automatica - "Lying Through Your Teeth"
- Less Than Jake -"The Rest Of My Life"
- Gym Class Heroes - "The Queen And I"
- Paramore - "Emergency"
- An Angle - "Green Water"
- Moneen - "If Tragedy's Appealing, Then Disaster's An Addiction"
- Needtobreathe - "You Are Here"
- Panic! at the Disco - "But It's Better If You Do"
- Panic! at the Disco - "I Write Sins Not Tragedies"
- Jonezetta - "Get Ready (Hot Machete)"

### 2007
- The Red Jumpsuit Apparatus - "False Pretense"
- Paramore - "Misery Business"
- The Almost - "Southern Weather"
- The Rocket Summer - "So Much Love"
- Say Anything - "Wow, I Can Get Sexual Too"
- The Almost - "Say This Sooner"
- The Higher - "Insurance?"
- The Cheetah Girls "So This Is Love"
- New Years Day - "I Was Right"
- Timbaland ft. D.O.E and Keri Hilson - "The Way I Are"
- Angels & Airwaves - "Everything's Magic"
- The Red Jumpsuit Apparatus - "Your Guardian Angel"
- Paramore - "crushcrushcrush"
- Plain White T's - "Our Time Now"
- Paul Van Dyk - "Let Go"

### 2008
- Panic at the Disco - "Nine in the Afternoon"
- Forever the Sickest Kids - "Whoa Oh! (Me vs. Everyone)"
- Fall Out Boy featuring John Mayer - "Beat It"
- Flo Rida ft. Will.I.Am - "In The Ayer"
- Shwayze - "Corona & Lime"
- Plain White T's estrelando Tiffany Dupont - "Natural Disaster"
- Paramore - "Decode"
- Hit The Lights - "Drop The Girl"

### 2009
- Madina Lake - "Never Take Us Alive"
- Flo Rida ft Wynter Gordon - "Sugar"
- Darius Rucker - "History in the Making"
- The Almost - "The Lonely Wheel"
- The Almost - "Hands"
- Honor Society - "Over You"

### 2010
- Laura Bell Bundy - "Giddy On Up"
- Papa Roach - "Kick in the Teeth"
- Panic! At The Disco - "The Ballad Of Mona Lisa"

### 2011
- Avril Lavigne - "Smile"[1]
- Paramore - "Monster"[2]
- Panic! At the Disco - "Ready to Go (Get Me Out of My Mind)"
- Brantley Gilbert - "Country Must Be Country Wide"
- Dappy - No Regrets
- Scotty McCreery - "I Love You This Big"
- Justin Moore - "Bait a Hook"
- Kelly Clarkson - "What Doesn't Kill You (Stronger)"

### 2012
- Daughtry - "Outta My Head"
- Kelly Clarkson - "Dark Side
- Three Days Grace - "Chalk Outline"
- Little Big Town - "Tornado"[3]
- Brantley Gilbert - "More Than Miles"

### 2013
- Lawson - "Learn to Love Again"
- Tegan and Sara - "I Was A Fool"
- Tim McGraw feat. Taylor Swift e Keith Urban - "Highway Don't Care"
- The Wanted - "Walks Like Rihanna"
- Avril Lavigne - "Here's To Never Growing Up"

## Prêmios
Em 2006, Drake foi nomeado para o MTV Video Music Awards de melhor video musical da banda Panic at the Disco pelo video clipe "I Write Sins Not Tragedies". Em 2007, Drake foi nomeado pela MTV Monster single por video clipe do ano com a música "The Way I Are" do Timbaland. Em 2008 mais uma nomeação de novo do MTV Video Music Award dessa vez de melhor diretor e melhor video musical pop com Panic At the disco no video do single Nine In The Afternoon" e também recebeu outra nomeação de melhor video de Rock com o Paramore no video clip do single "Crushcrushcrush" e também com o cover do Fall out boy na musica "Beat it".